# Thymus brevipetiolatus
Thymus brevipetiolatus — вид рослин родини глухокропивові (Lamiaceae), ендемік Росії.

## Опис
Стебла тонкі, закінчуються косо висхідними безплідними пагонами. Квітконосні пагони 2–5 см заввишки, під суцвіттям з довгими волосками. Листки від еліптичних до довгасто-еліптичних, черешкові, на полях залозисті. Суцвіття головчасте, чашечка вузько-дзвінчата, бузкова, на основі щільно волосата; квітки 6–7 мм завдовжки, бузкові.

## Поширення
Ендемік Росії (Якутська респ.).